# サラマンカ (マドリード)
サラマンカ （El distrito de Salamanca）は、スペイン、マドリードの行政区。

## 地理・統計
2008年の調査では、人口は147,707人である。
西はセントロ、北はチャマルティン、東はシウダー・リネアル、南はレティーロの各区と接している。
以下の6つの地区がある。
- 41 - レコレートス
- 42 - ゴヤ
- 43 - フエンテ・デル・ベロ
- 44 - ラ・ギンダレラ
- 45 - リスタ
- 46 - カステリャーナ

## 歴史
旧市街の北東部にあたるサラマンカの最古の部分は、1860年のマドリード拡張計画によってつくられた。サラマンカとは、都市計画を推進した政治家、サラマンカ侯爵ホセ・デ・サラマンカ・イ・マヨール（es）の名から名づけられた。1927年に都市化が完了した。ラ・ギンダレラとフエンテ・デル・ベロは、循環の外で発展した部分である。
ビリャヌエバ通りが枠となっている、クラウディオ・コエリョ通りとゴヤ通りは、大規模な馬車用玄関、中庭、3階から4階の間の建物の高さといった様相の邸宅を保存している。これらは拡大時期の建物で、20世紀初頭の建物は、ビリャヌエバ通りとラガスカ、ゴヤの間にあり、かつてはホテルだった頃の原型をとどめている。
レティーロと向かい合うインデペンデンシア広場は、1874年に新しい通りを建設するため廃止されるまで闘牛場だった。
サラマンカ区誕生以降、この区はマドリードのブルジョワ階級の代表的な住宅地となった。現在のサラマンカ区はマドリード有数の富裕層の暮らすエリアで、地価も高い。また、区内にはスイス大使館、アメリカ大使館、カナダ大使館など外国公館が多く設置されている。

## ギャラリー

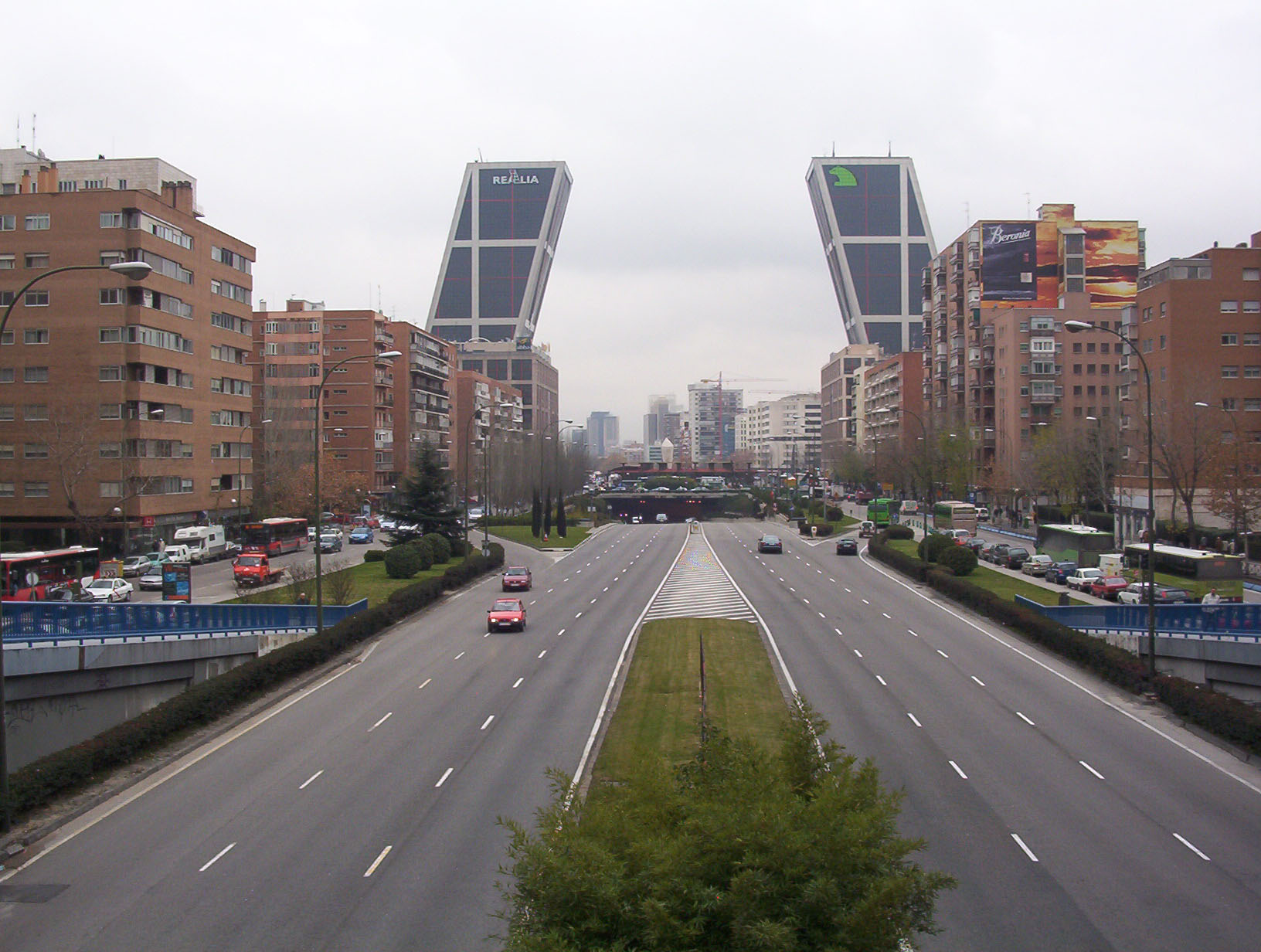
カステリャーナ通り
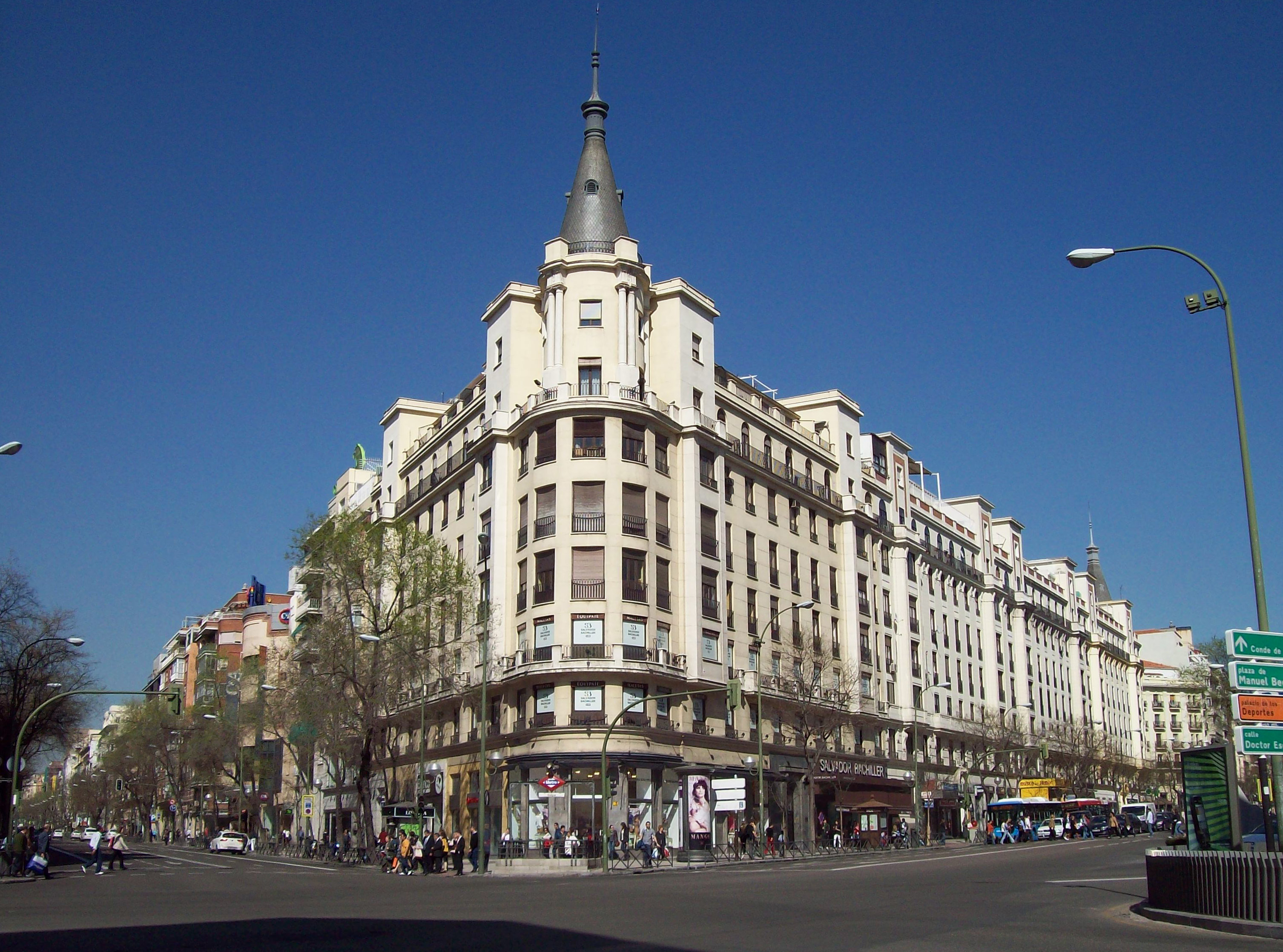
アルカラ通り
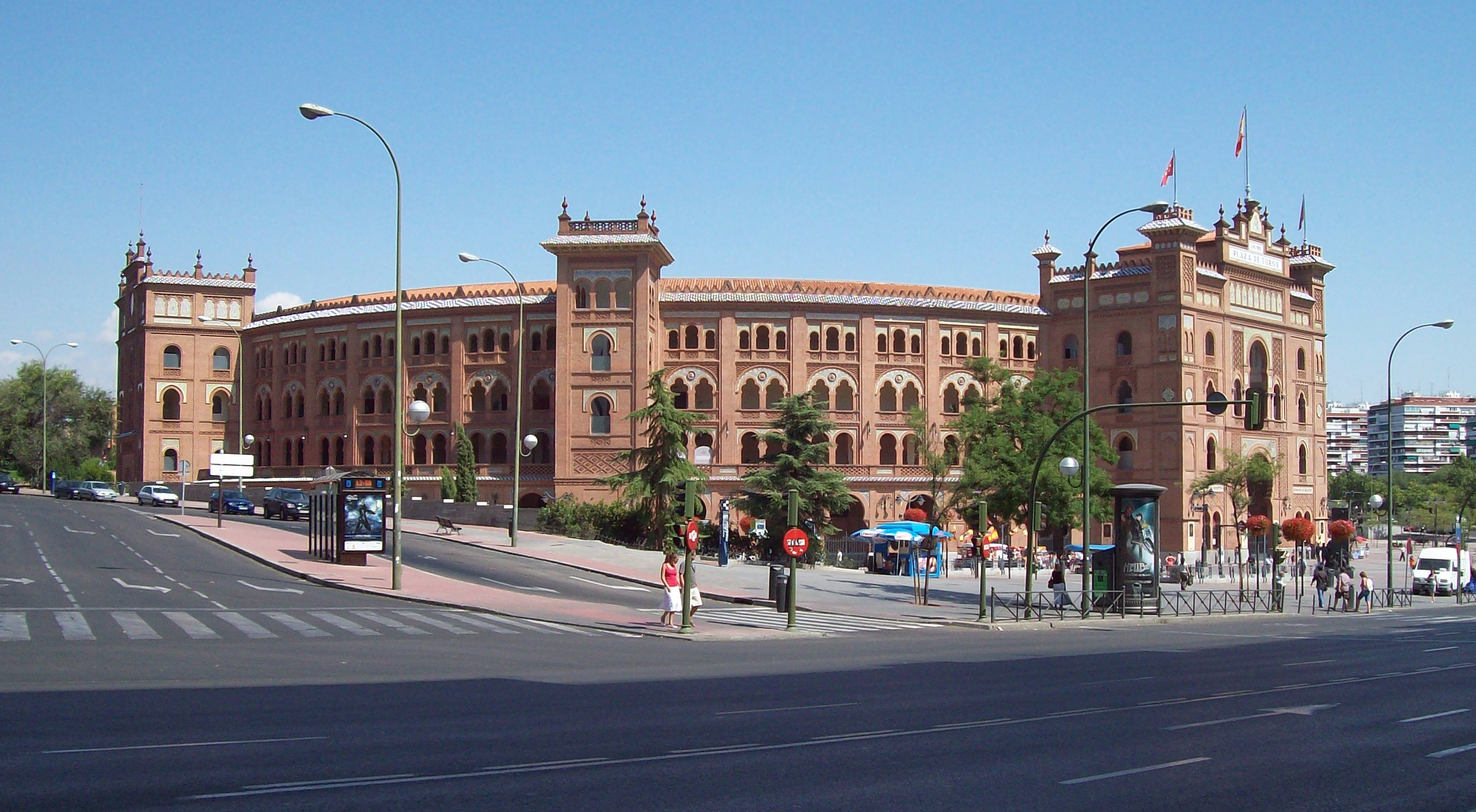
ラス・ベンタス闘牛場
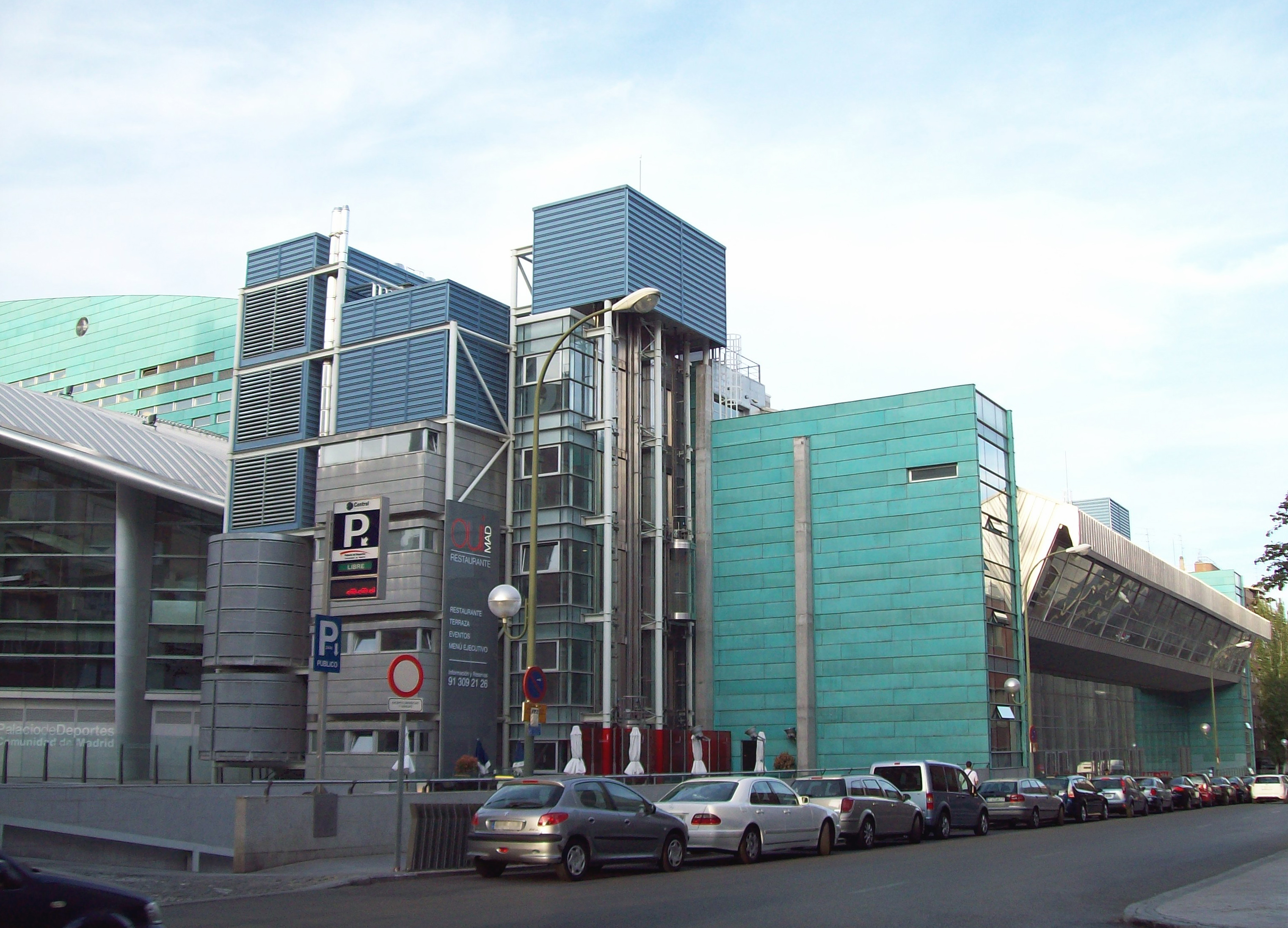
パラシオ・デ・デポルテス (マドリード)

## サラマンカ （El distrito de Salamanca）

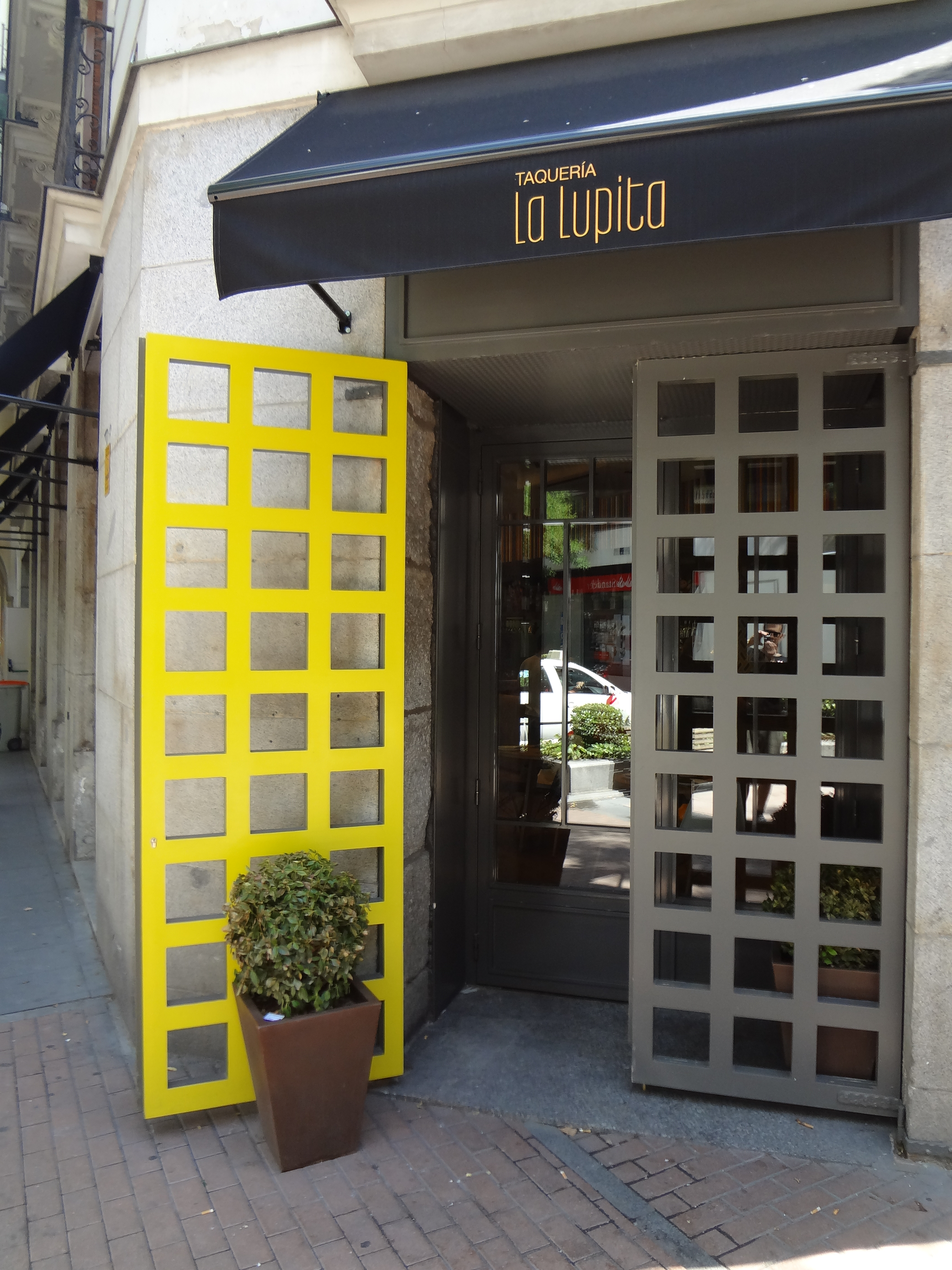
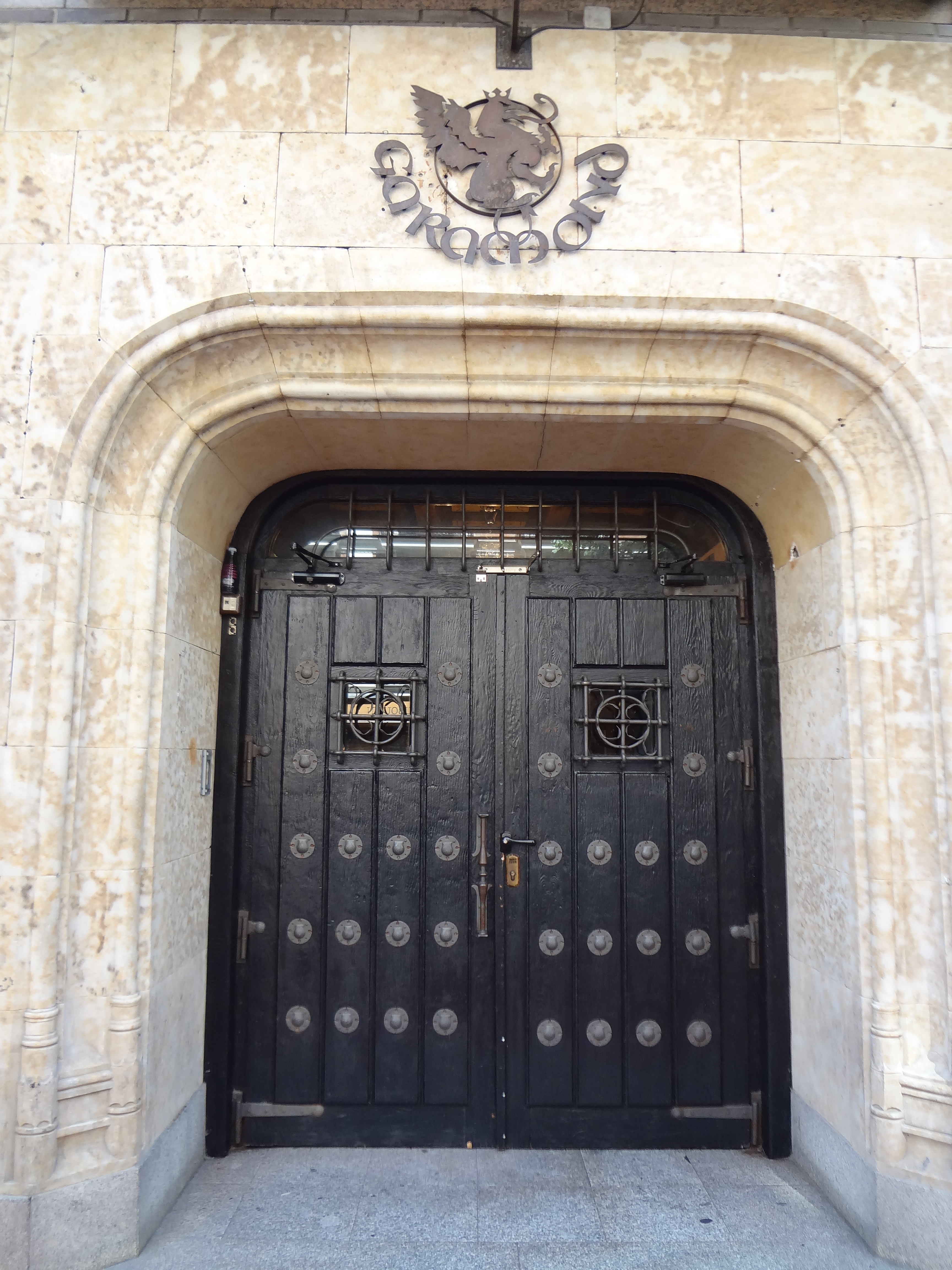
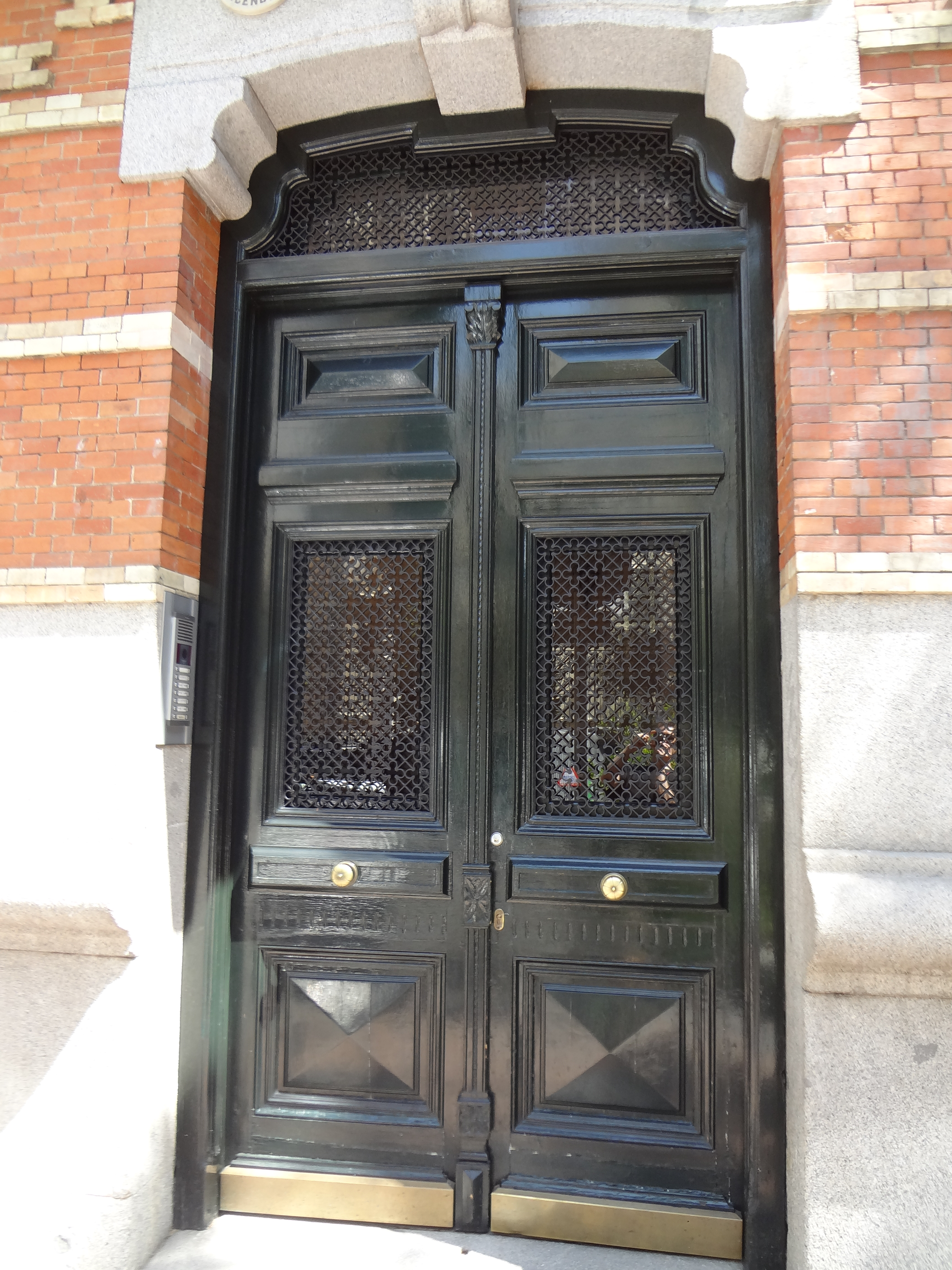
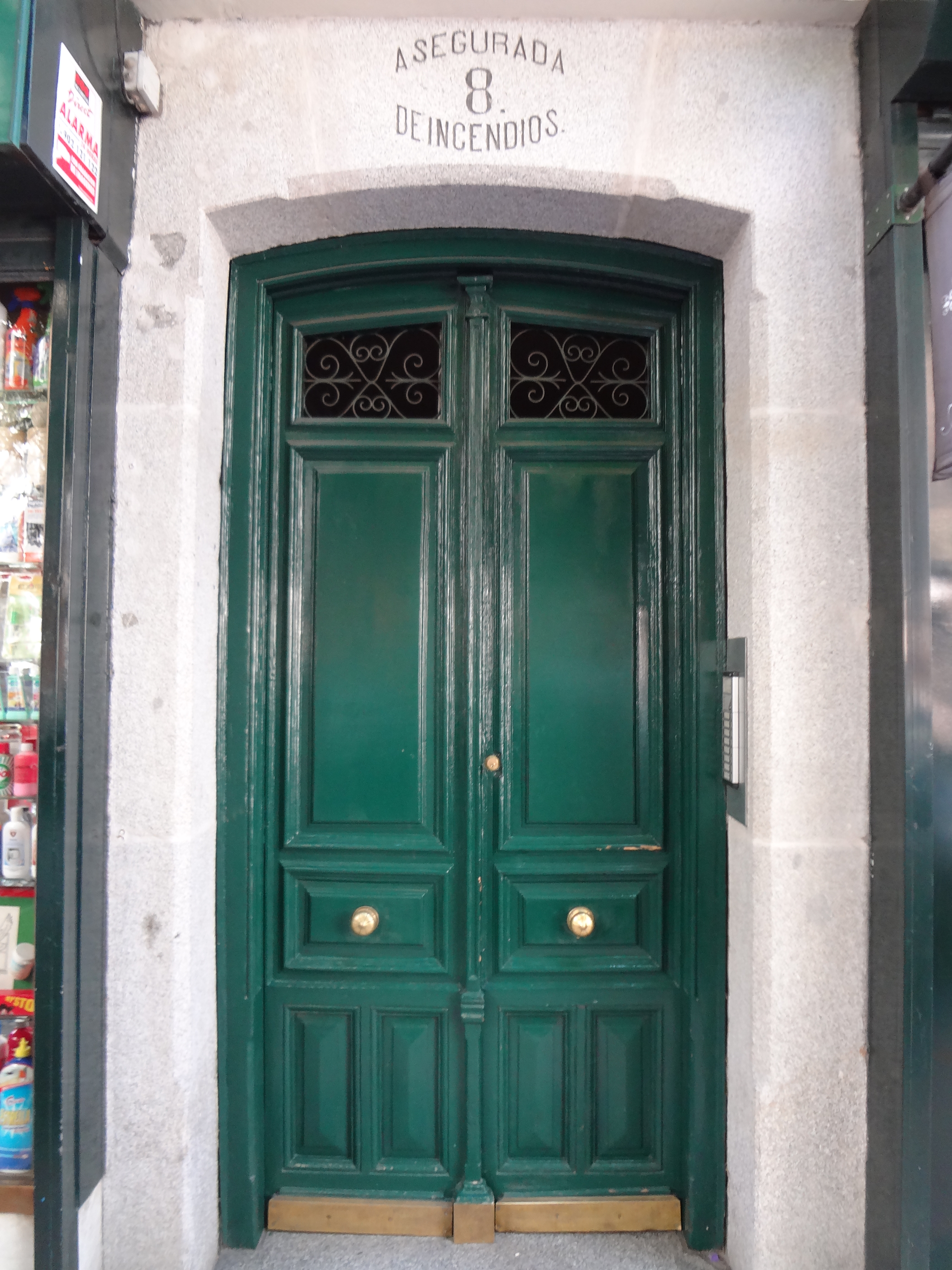
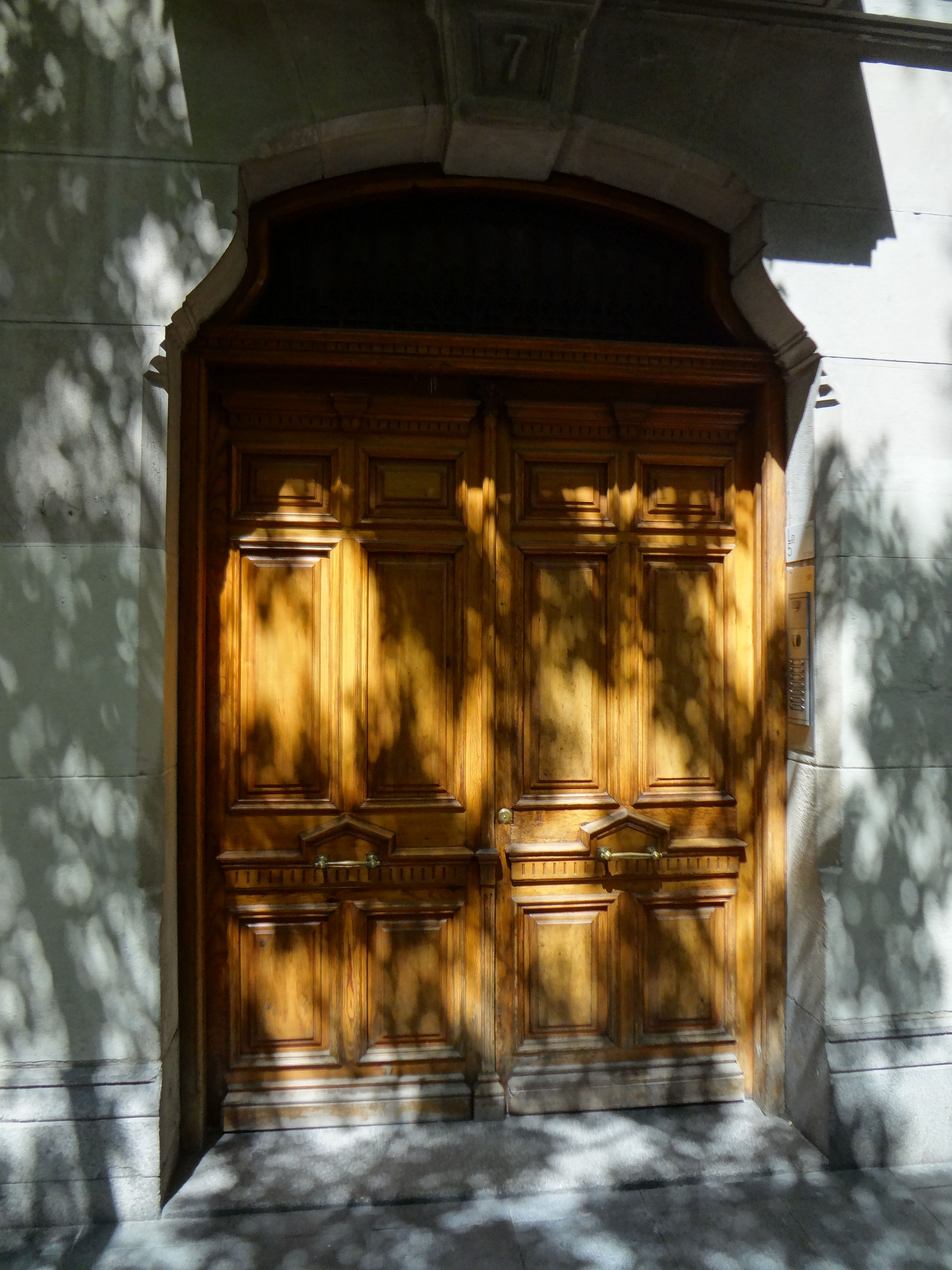
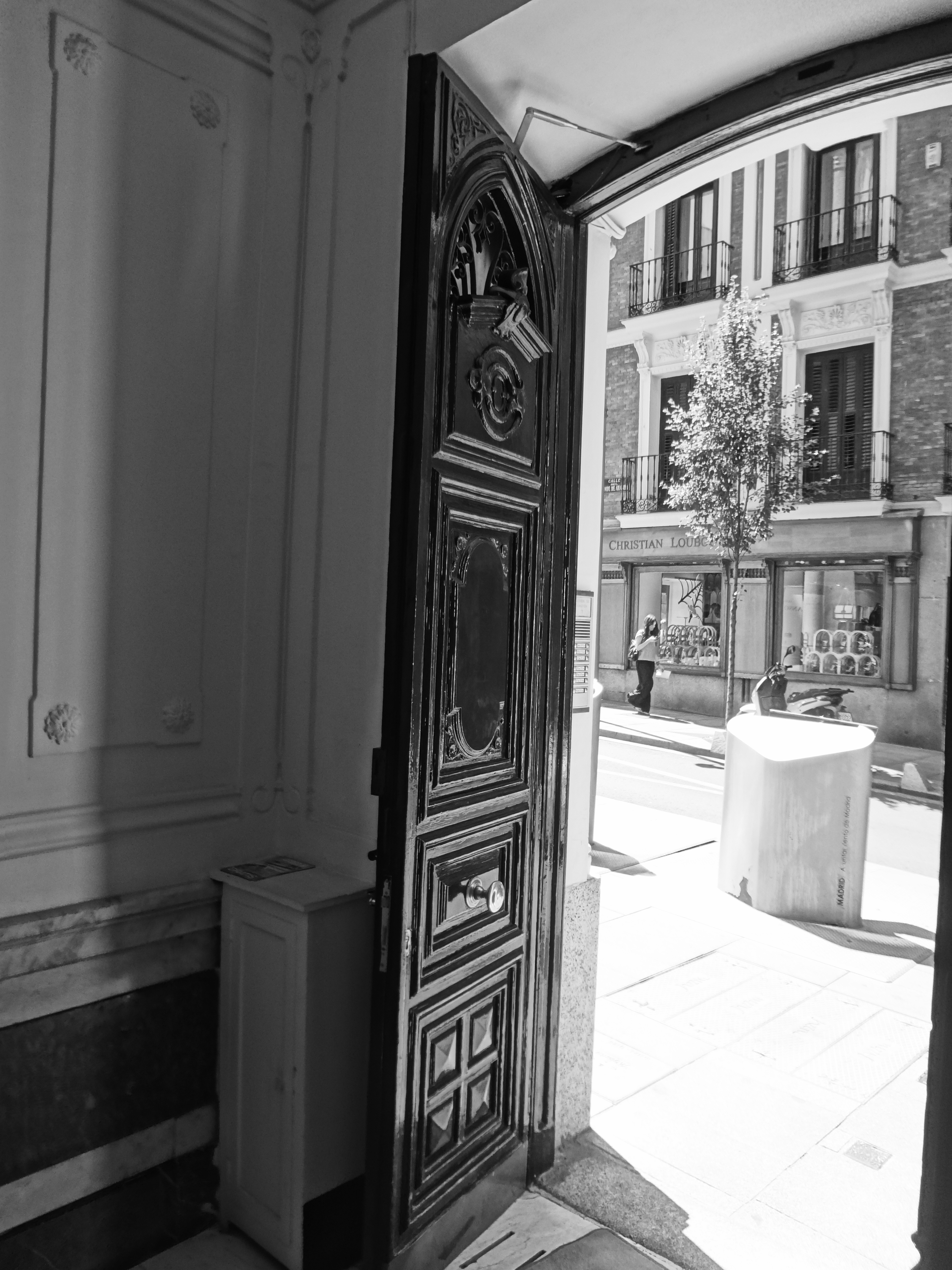
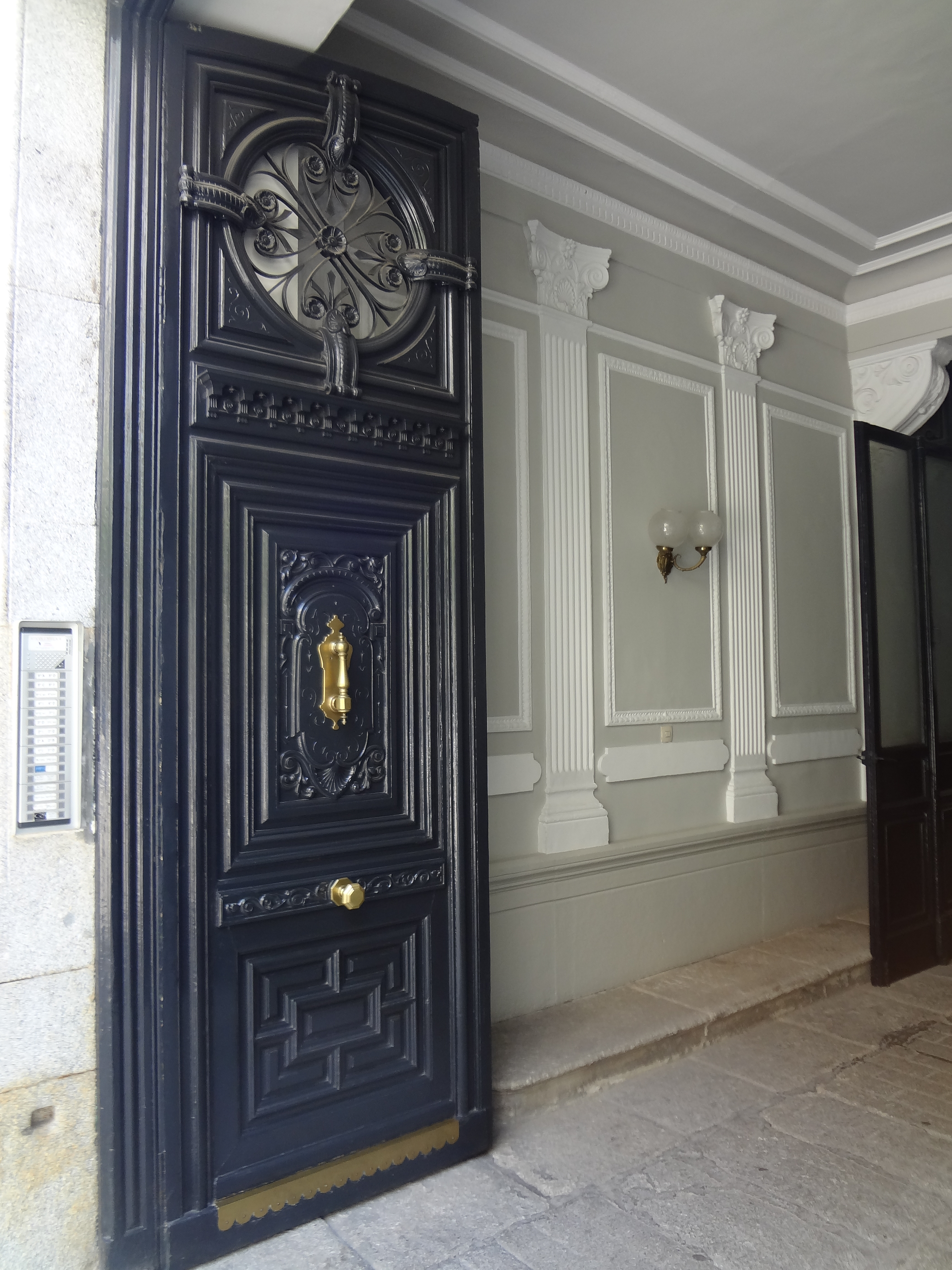
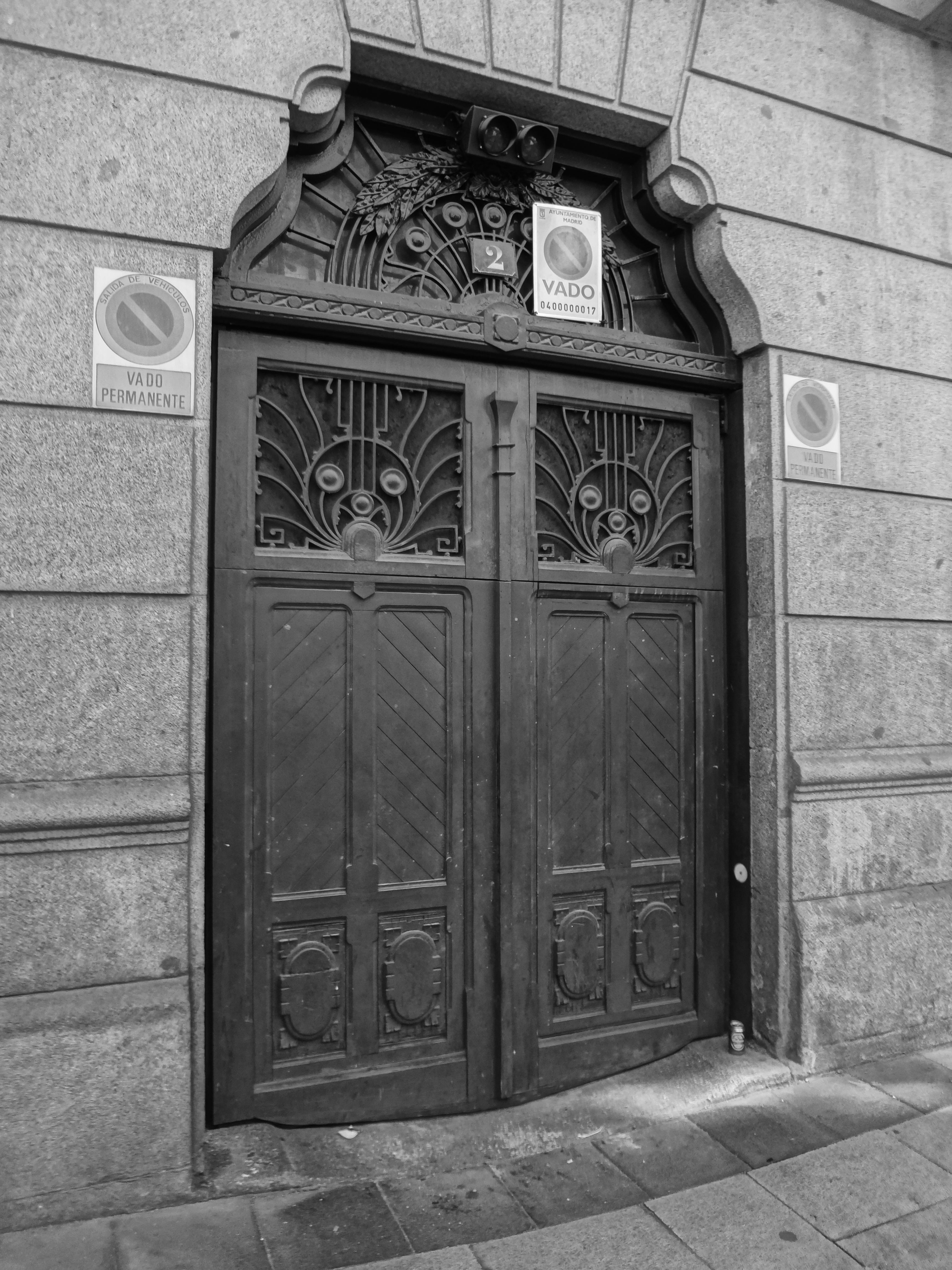
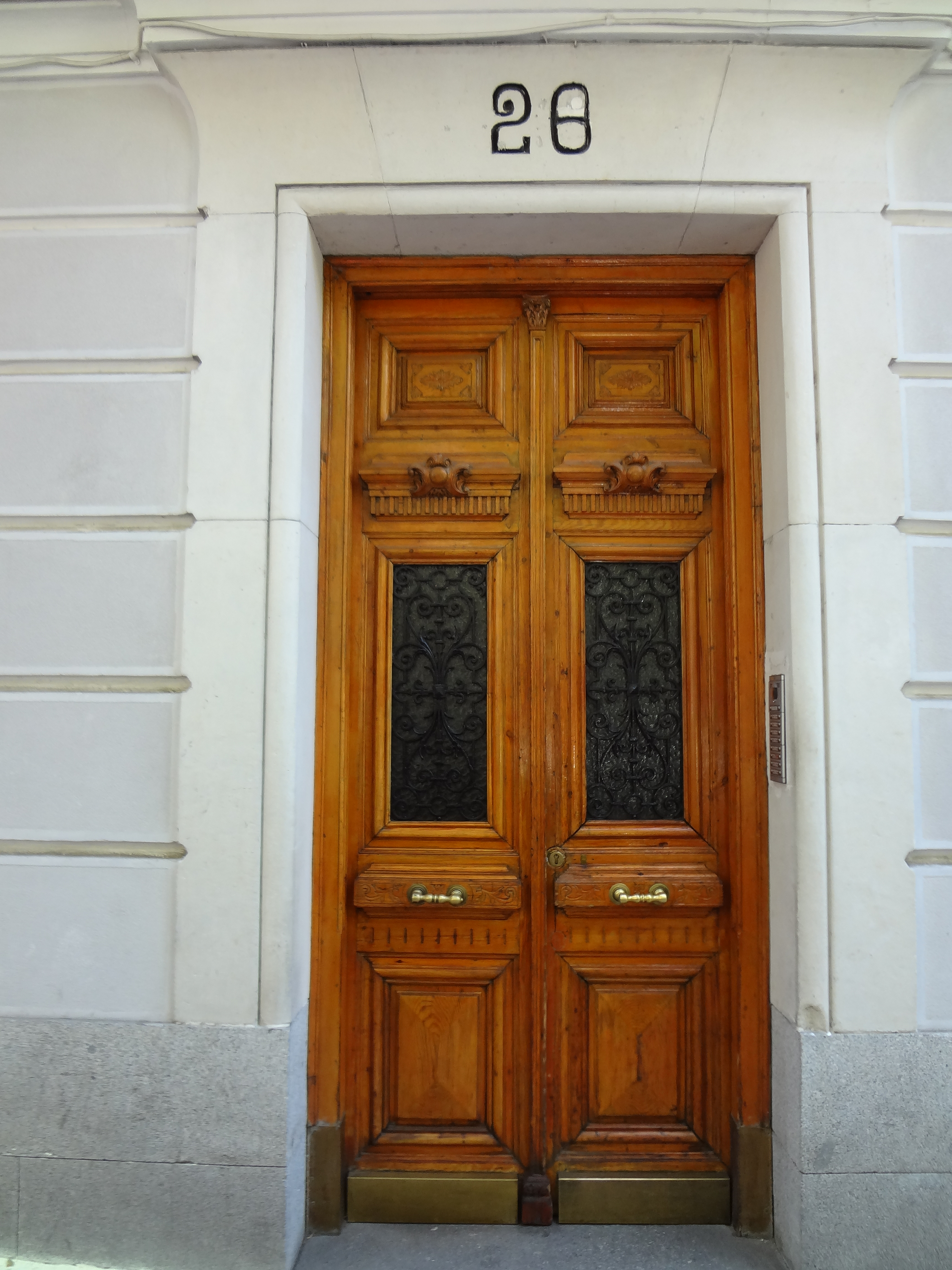
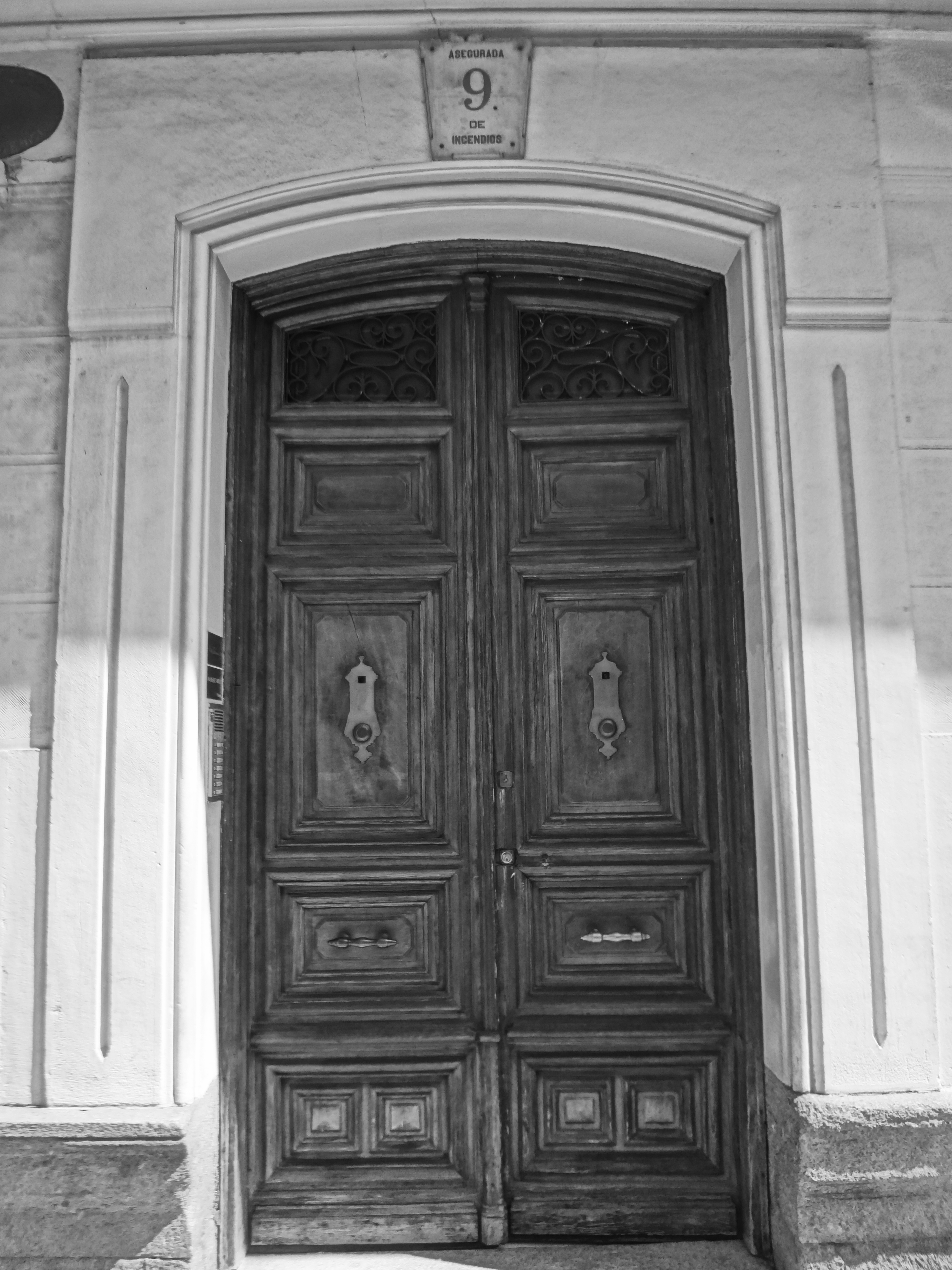
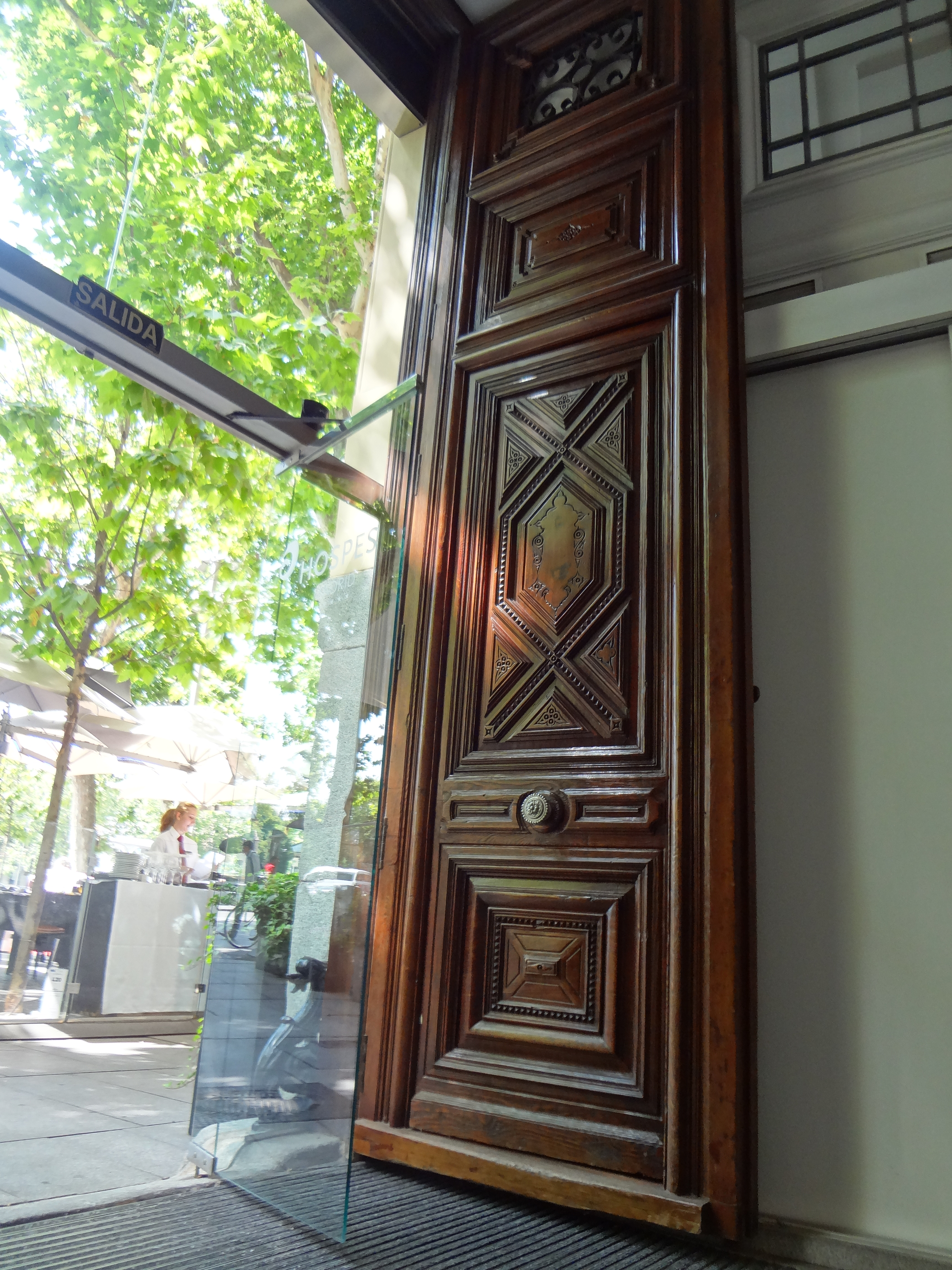
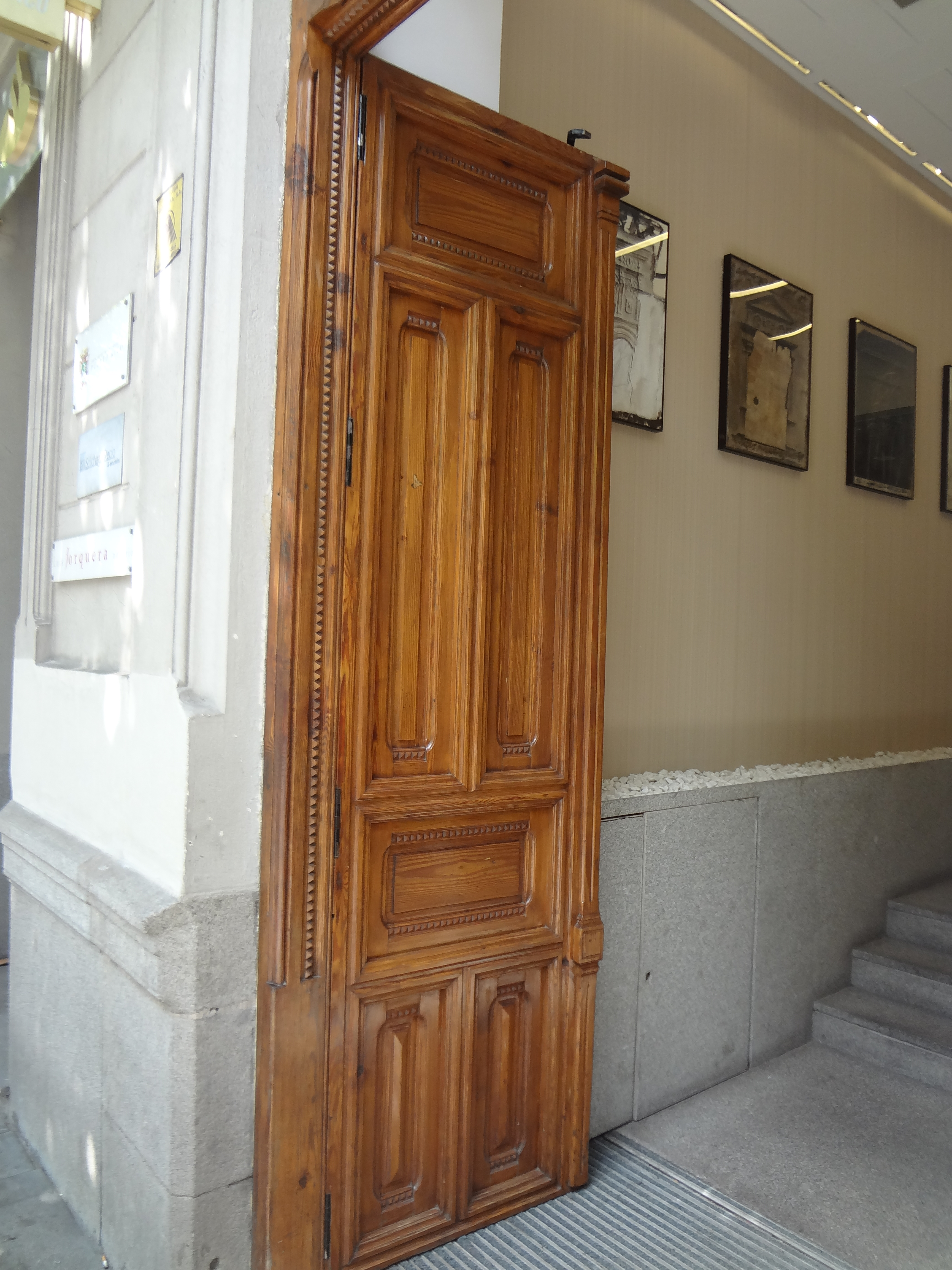
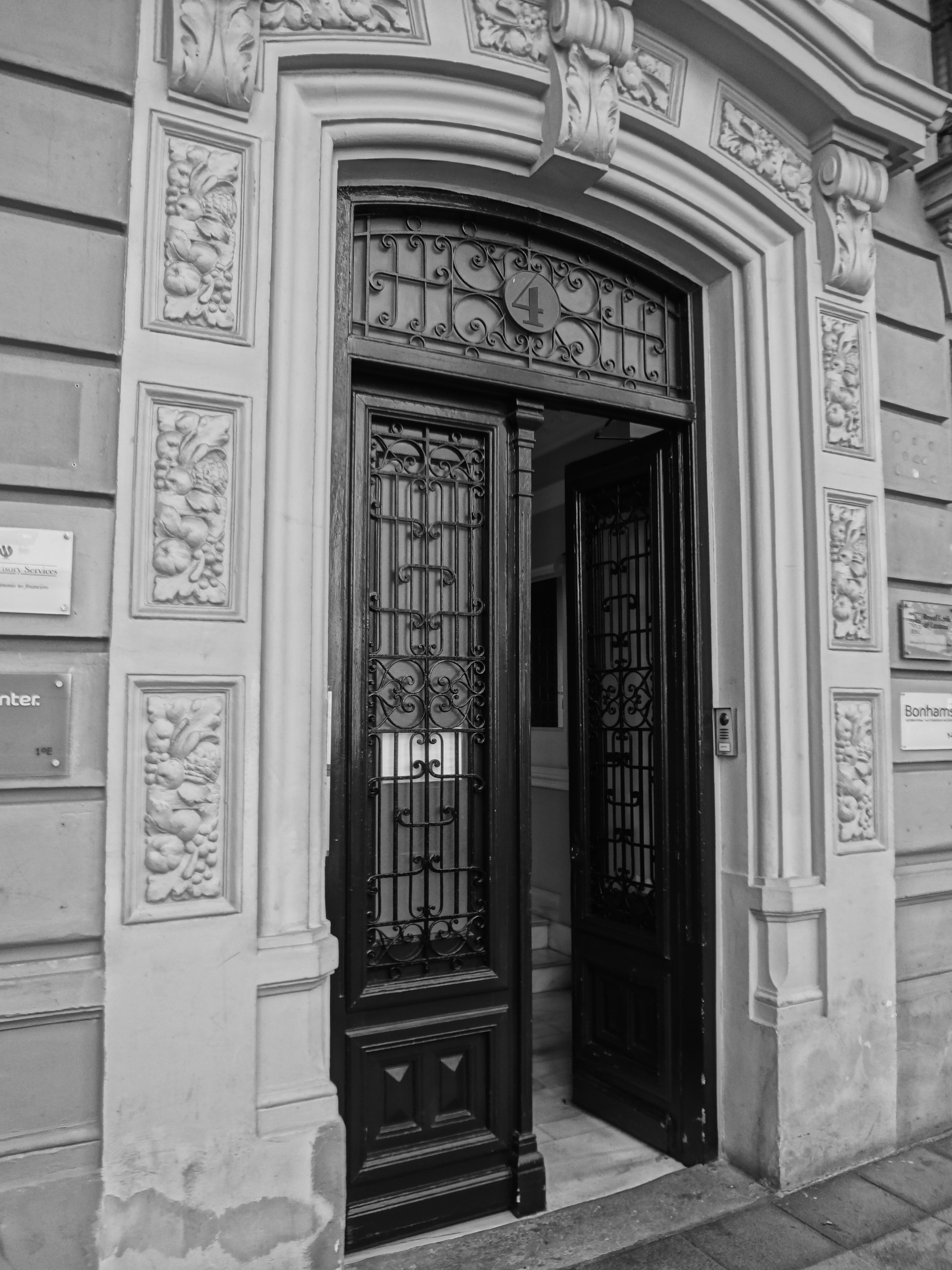
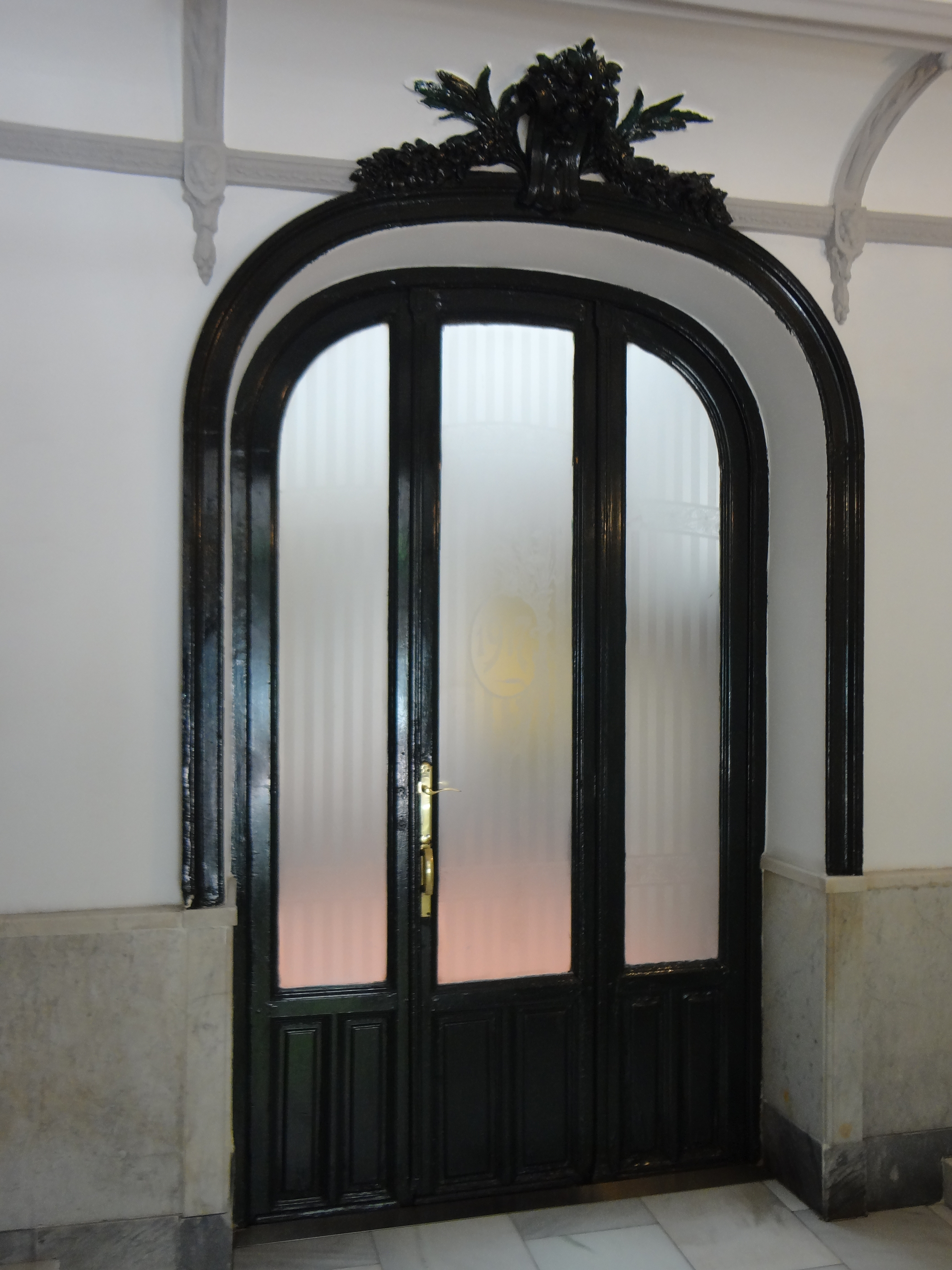
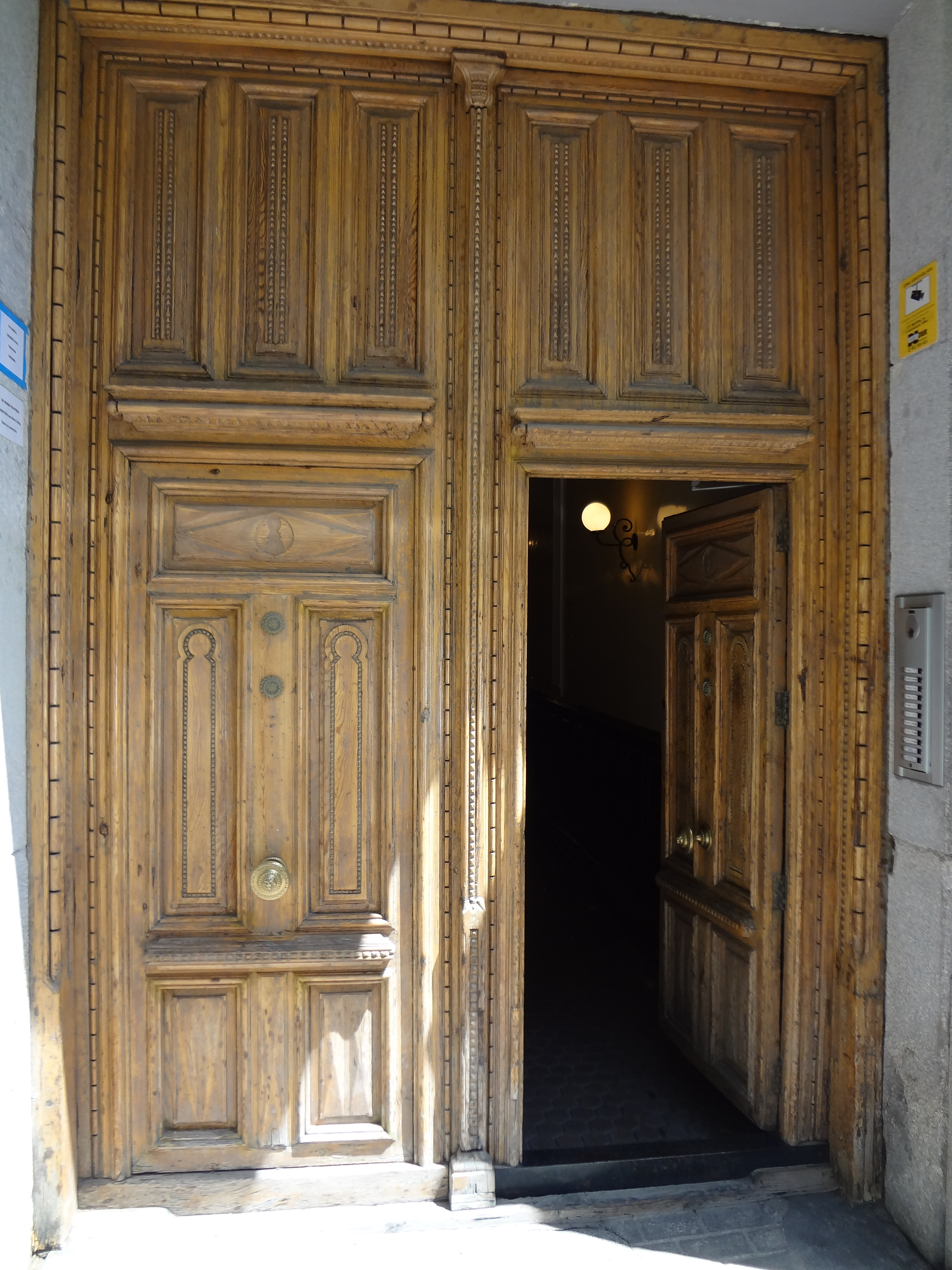
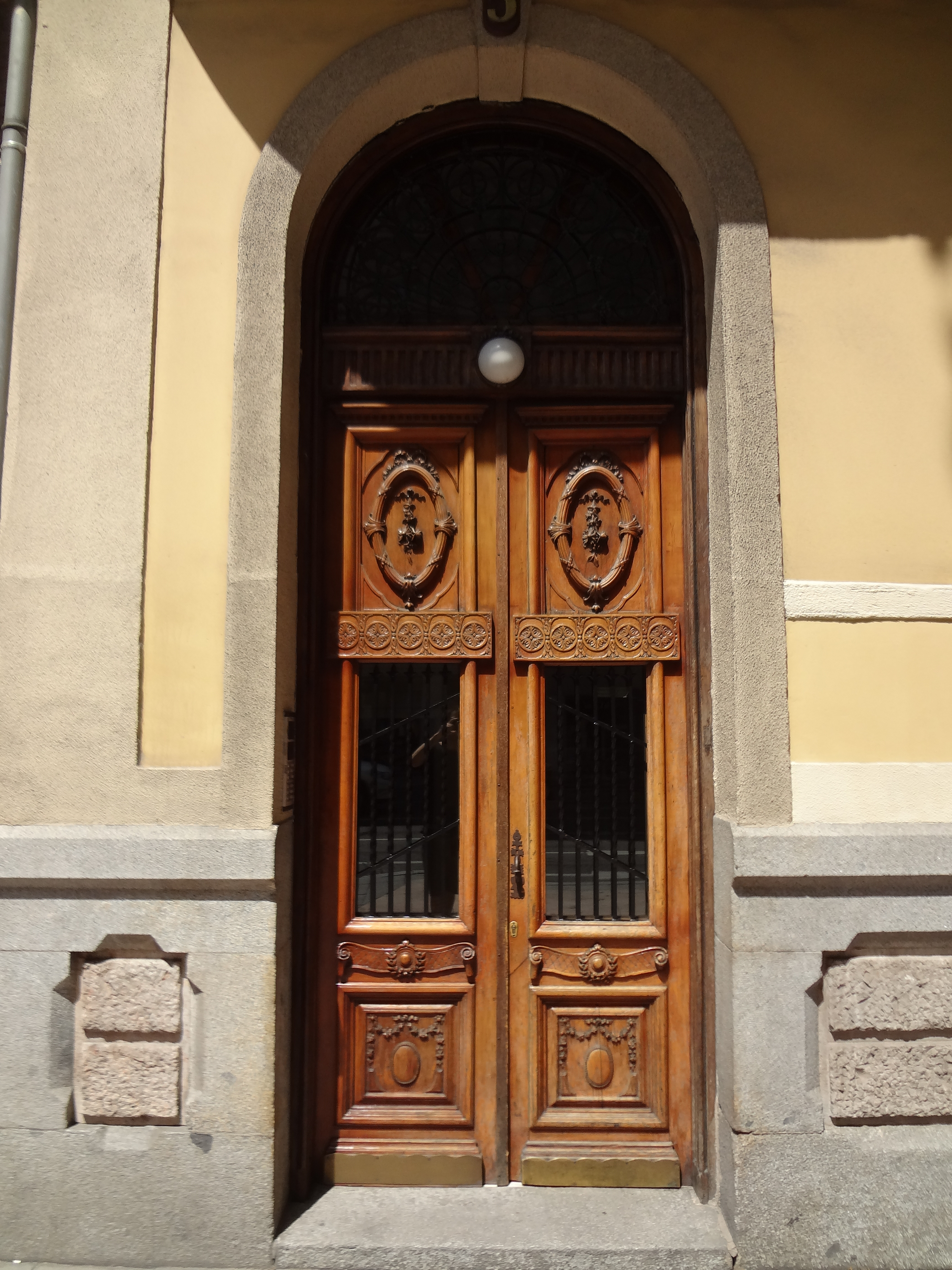
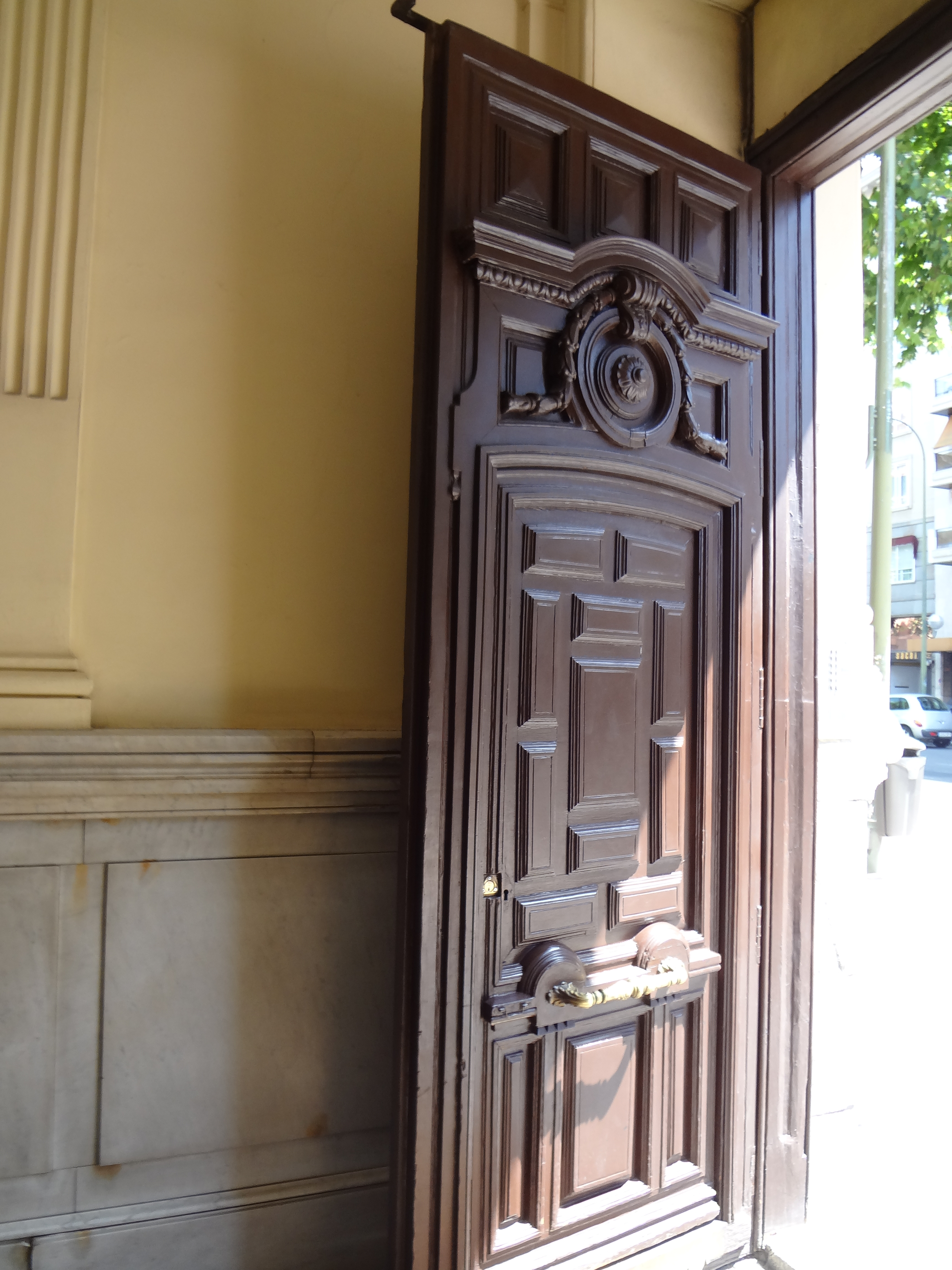
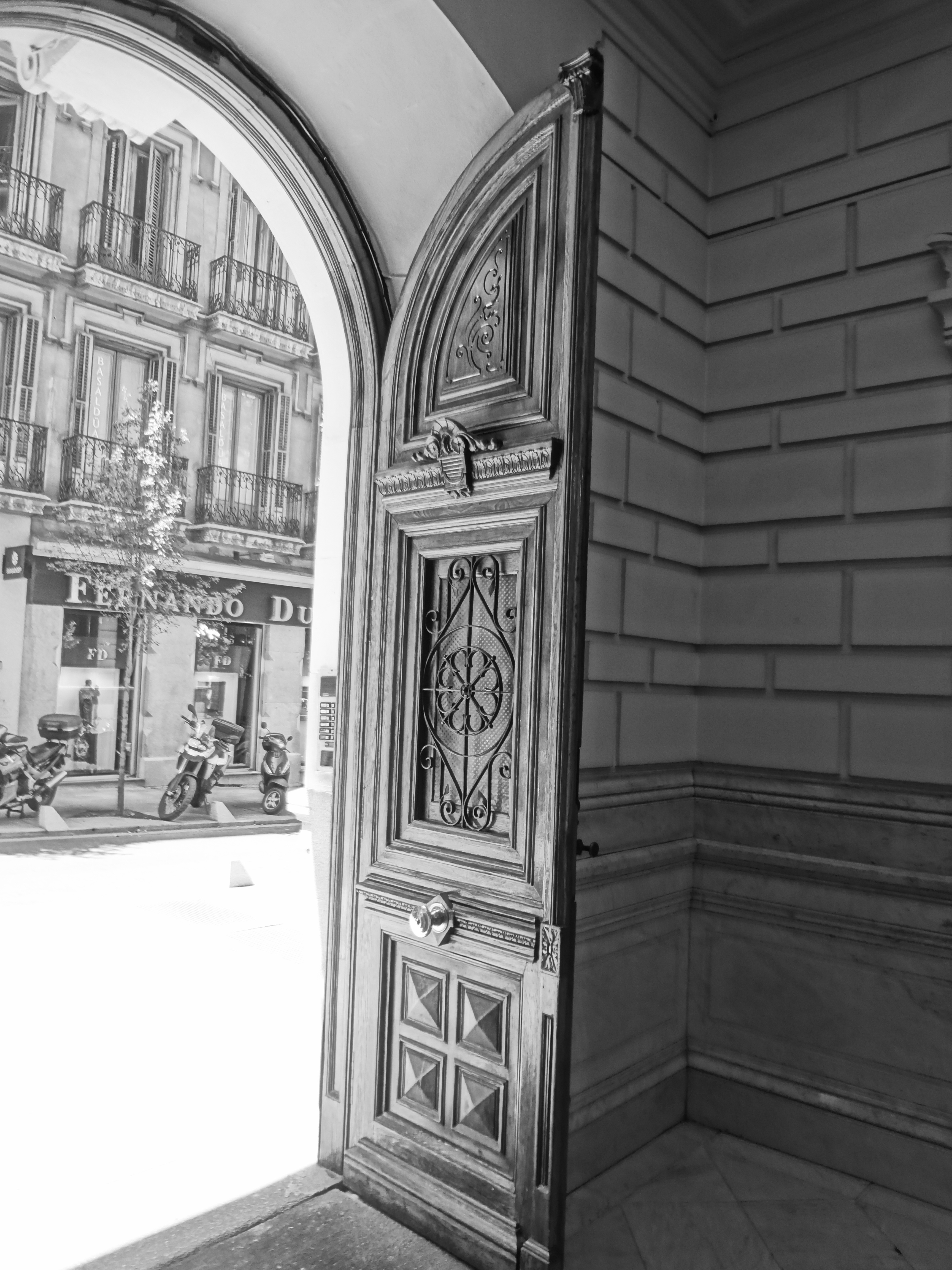
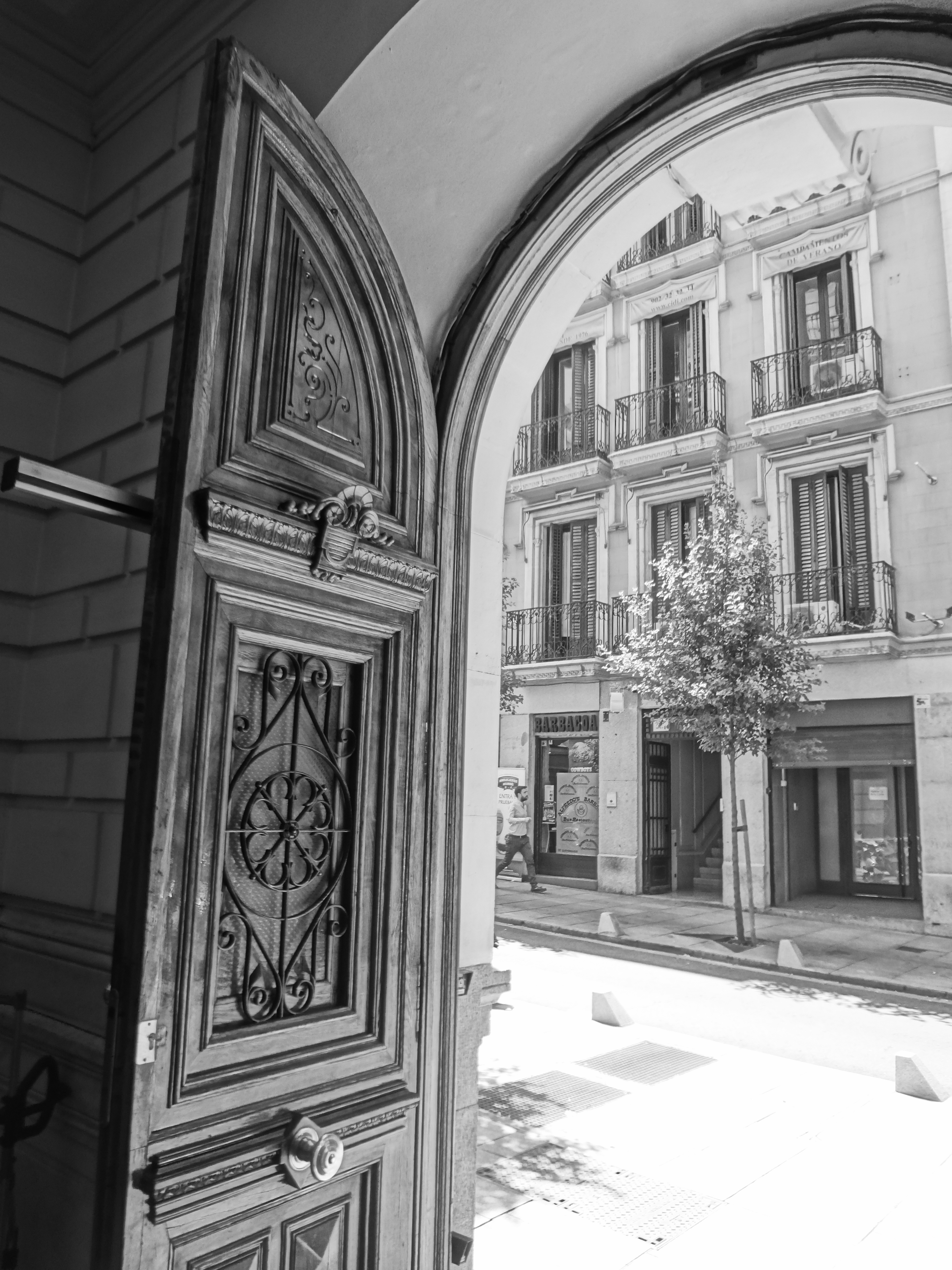
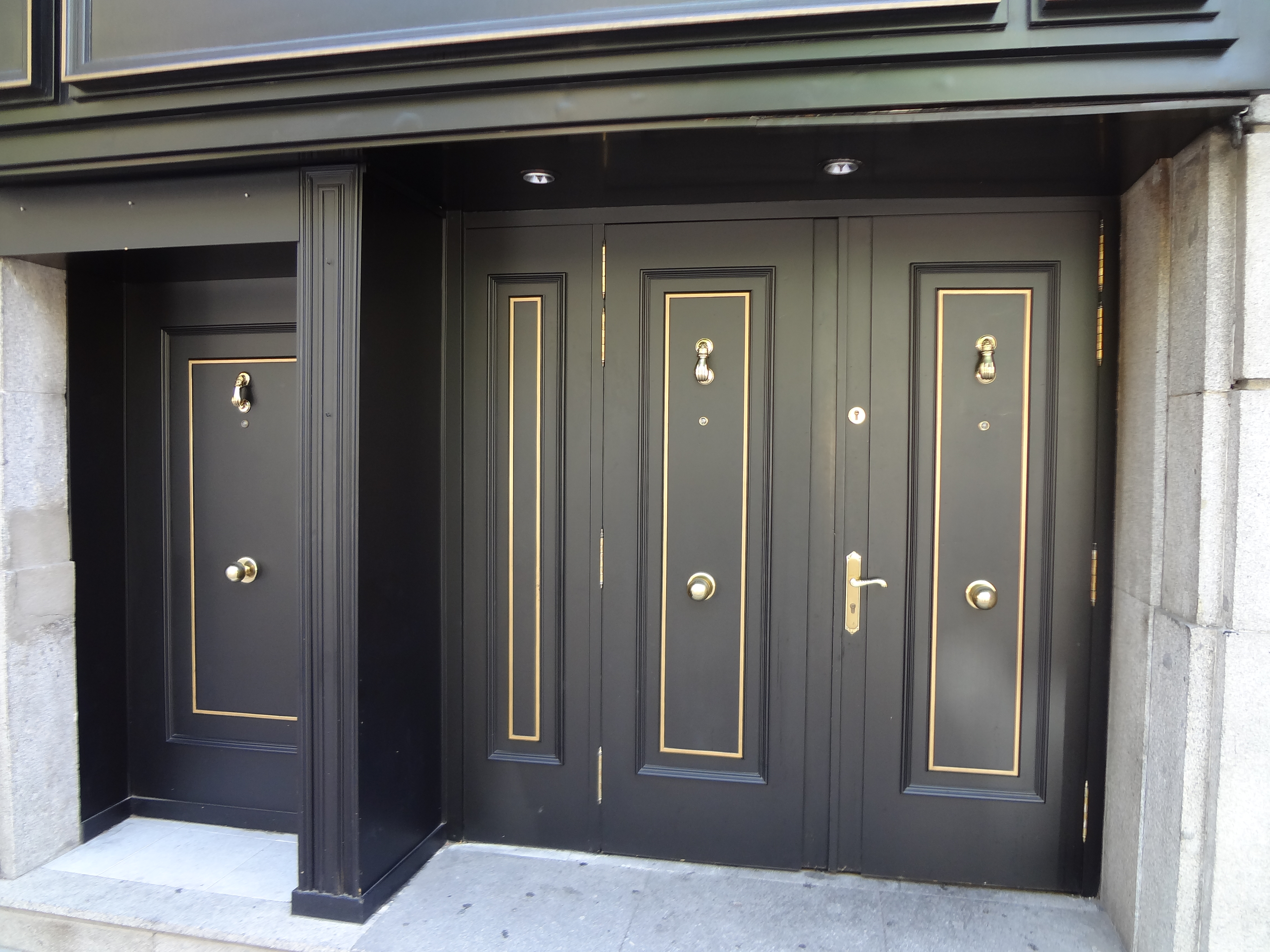